# Thysia

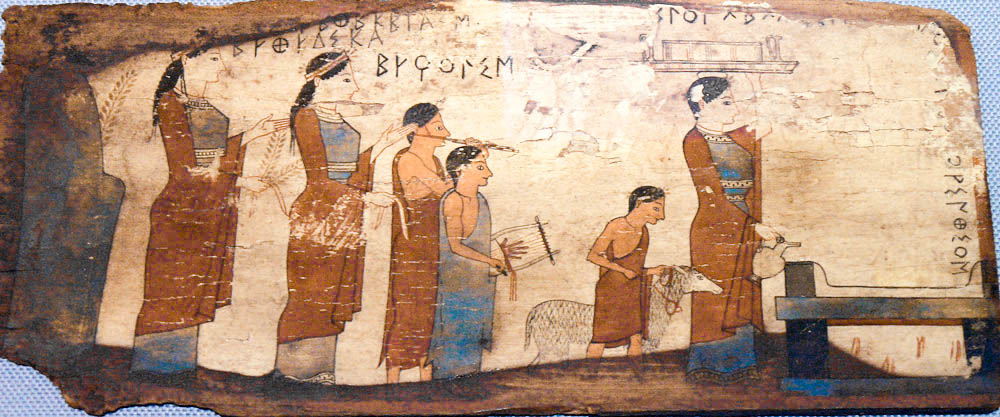
Eine Thysia begann mit einer Prozession, auf der musiziert, gesungen und getanzt wurde. Voran ging eine junge Frau, die Kanephoros. Sie trug den dreihenkligen, Kanoun genannten Opferkorb mit den Zutaten für die Durchführung des Opfers. Die geweihten Opfertiere liefen in der Prozession mit. In der Literatur wird betont, dass die Tiere freiwillig zum Opfer gingen, aber auf Darstellungen haben die Tiere meistens ein Seil um den Hals. (Pitsa-Tafel aus der Nähe von Korinth, um 540–530 v. Chr., NAMA 16464)

Die Thysia (altgriechisch θυσία „Opfer“; Transkription zum Teil auch Thusia) war das häufigste und verbreitetste Opfer in der griechischen Religion. Das Opfer wurde für Götter und Heroen ausgeübt. Es beinhaltete das teilweise Verbrennen der Opfergaben und das anschließende Opfermahl. Der Begriff ist seit dem Beginn des 6. Jahrhunderts v. Chr. überliefert.

## Andere Bezeichnungen
Die Begriffe um das altgriechische Verb θύειν thyein (‚opfern‘; lateinisch sacra facere) behandeln verschiedene archaische Themen. Nicht alle sind vom Verb abgeleitet, aber es ist sicher, dass das Verb einen wichtigen Platz einnimmt.
Das mediale Verb thyesthai (θύεσθαι) wurde verwendet, wenn Opfernde ein Ziel vor Augen hatten. Eine Äußerung von Xenophon macht die Bedeutung sichtbar: „Ich opferte, um zu sehen, ob es gut für euch (sc. die angesprochenen Männer) war, mir diese Macht zu geben, und für mich, sie zu akzeptieren.“
Es sind einige zusammengesetzte Ausdrücke von Präverben mit dem Verb bekannt:
anathyein (ἀναθύειν),
apothyein (ἀποθύειν),
exthyein (ἐξθύειν),
epithyein (ἐπιθύειν),
katathyein (καταθύειν),
metathyein (μεταθύειν),
pedepithyein (πεδεπιθύειν),
prothyein (προθύειν)
und synthyein (συνθύειν).
Die Bouthysia (βουθυσία, wörtlich „Rinderopfer“) bedeutete ursprünglich ein Opfer mit anschließendem Essen, das oft im Zusammenhang mit Spielen und Festen stattfand. Später entwickelte sich der Begriff zu einer beinahe identischen Bedeutung wie Hekatombe, oftmals in einem ironischen Sinn.

## Definition

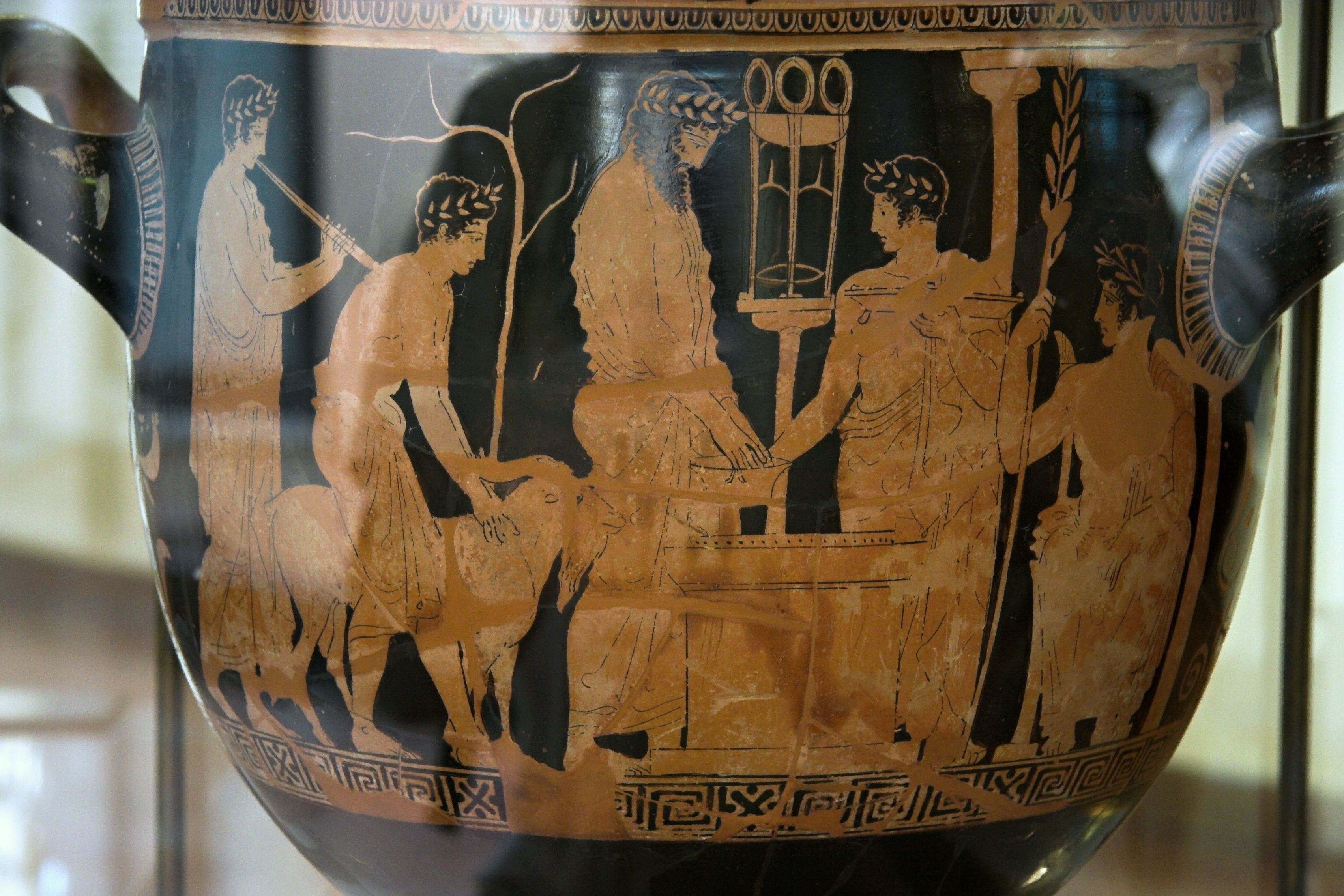
Das Opfer in dieser Darstellung fand in dem durch die Säulenarchitektur und einen Dreifuß repräsentierten Heiligtum von Delphi statt. Apollon als Empfänger des Opfers sitzt auf der rechten Seite und hält einen Lorbeerzweig in der Hand. Ein junger Assistent auf der rechten Seite des Altars trägt den heiligen Korb (kanoùn) und reicht die Schale (chérnips). Ein bärtiger, mit einem Himation bekleideter Priester benetzt seine Hände darin. Um 420 v. Chr., Archäologisches Museum Agrigent.

Eine Thysia war ein Tieropfer mit anschließendem Festmahl. Es war der wichtigste aller griechischen Riten und drückte die Beziehungen zwischen der göttlichen Ordnung und den Menschen und diejenigen zwischen den Menschen aus. Für die meisten Griechen war es zudem die einzige Gelegenheit, Fleisch zu konsumieren.
Thysia ist einer der vielen Begriffe, die sich vom Verb θυειν ableiten. Ursprünglich bedeutete das Verb „Rauch erzeugen“ und wandelte sich später zum „opfern“ im Sinn des Tötens und Opferns eines Tiers. Bei dem Verb handelt es sich dabei um einen sehr allgemeinen Begriff, der sowohl auf Opfer an die Götter, die „oben“ sind, als auch für Opfer an Heroen oder an göttliche Tote angewendet werden kann. Der zu „thysia“ gehörende Genitiv (adnominaler Genitiv) konnte sowohl die Quelle (wie in „das Opfer von Archinos“) als auch das Ziel (wie in „das Opfer für die Götter“) bezeichnen. Manchmal beschrieb er das Opfer näher. Die Thysia war im ionisch-attischen Raum weit verbreitet und bezeichnete die Aktion des Anbietens. Sie umfasste das gesamte Ritual, die Vorbereitungen, die Verbrennung der Opfergaben und das abschließende Opfermahl. Die Thysia war mit Vergnügen verbunden, und wenn die Griechen an dieses Opfer dachten, „dachten sie nicht an die Götter, sondern an die damit verbundenen Festivitäten“. Paul Stengel hat die Thysia als Speiseopfer bezeichnet.

## Abgrenzung
- siehe Enagisma
- siehe Theoxenie

## Ritual
Das Ritual umfasste die Auswahl, Weihe, Tötung, Teilung und Verbrennung bestimmter Teile eines Haustiers. Um das Opfer zu töten, wurde ein Messer verwendet. Teile des Opfertiers wie Knochen, im Besonderen Oberschenkelknochen (μηρία mería), die vorher mit Fett eingerieben wurden, Kreuzbein (ἱερὸν ὀστέον hieròn ostéon, lateinisch os sacrum) und Schwanzwirbel (ὀσφῦς osphýs) wurden auf dem Altar verbrannt. Der fettig duftende Rauch (κνίση knísē) stieg als eigentliches Geschenk an die Götter in den Himmel. Der Schwanz erhob sich durch die Hitze und tanzte in der Luft. Die fettigen Oberschenkelknochen erzeugten spektakulär hohe und helle Flammen. Das waren die Zeichen, dass die Götter das Opfer wohlwollend akzeptierten und das Opfer sein Ziel erreicht hatte, die Rituale folglich hierá kalá (τά ἱερά καλά) waren.
Die Brücke zwischen dem göttlichen und weltlichen Ritual bildete das Braten der essbaren Eingeweide (splanchna) auf dem Altar. Die Wichtigkeit dieses Teils einer Thysia wird über die vielen Darstellungen auf attischen Vasen bezeugt. Ausgewählte Teilnehmer des Opferrituals traten zum Altar, auf dem immer noch dicker Rauch aufstieg und der Schwanz des Opfertiers in der Luft tanzte. Die Götter waren durch das Opfer anwesend und das Essen am Altar schaffte eine Verbindung zwischen Göttern und ausgewählten Menschen, die die Trennung zwischen den göttlichen und menschlichen Welten überbrücken half. Das anschließende Trankopfer, das das Feuer auf dem Altar zum Verlöschen brachte, beendete das Ritual für die Götter.
Der verbleibende Teil des Opfertiers wurde zum Abschluss des Opfers von den Teilnehmenden im Heiligtum oder zuhause verspeist. Es gibt zahlreiche Überlieferungen, wie mit dem Fleisch umgegangen wurde. Es gab Vorschriften für die Aufteilung des Fleisches zwischen den Teilnehmenden und Bestimmungen über die Vergünstigungen des Priesters oder der Priesterin. Es ist auch überliefert, dass das Fleisch das Heiligtum nicht verlassen durfte. Es gibt einige wenige Fälle, bei denen das Fell oder die Haut verkauft wurde.

## Opfergaben

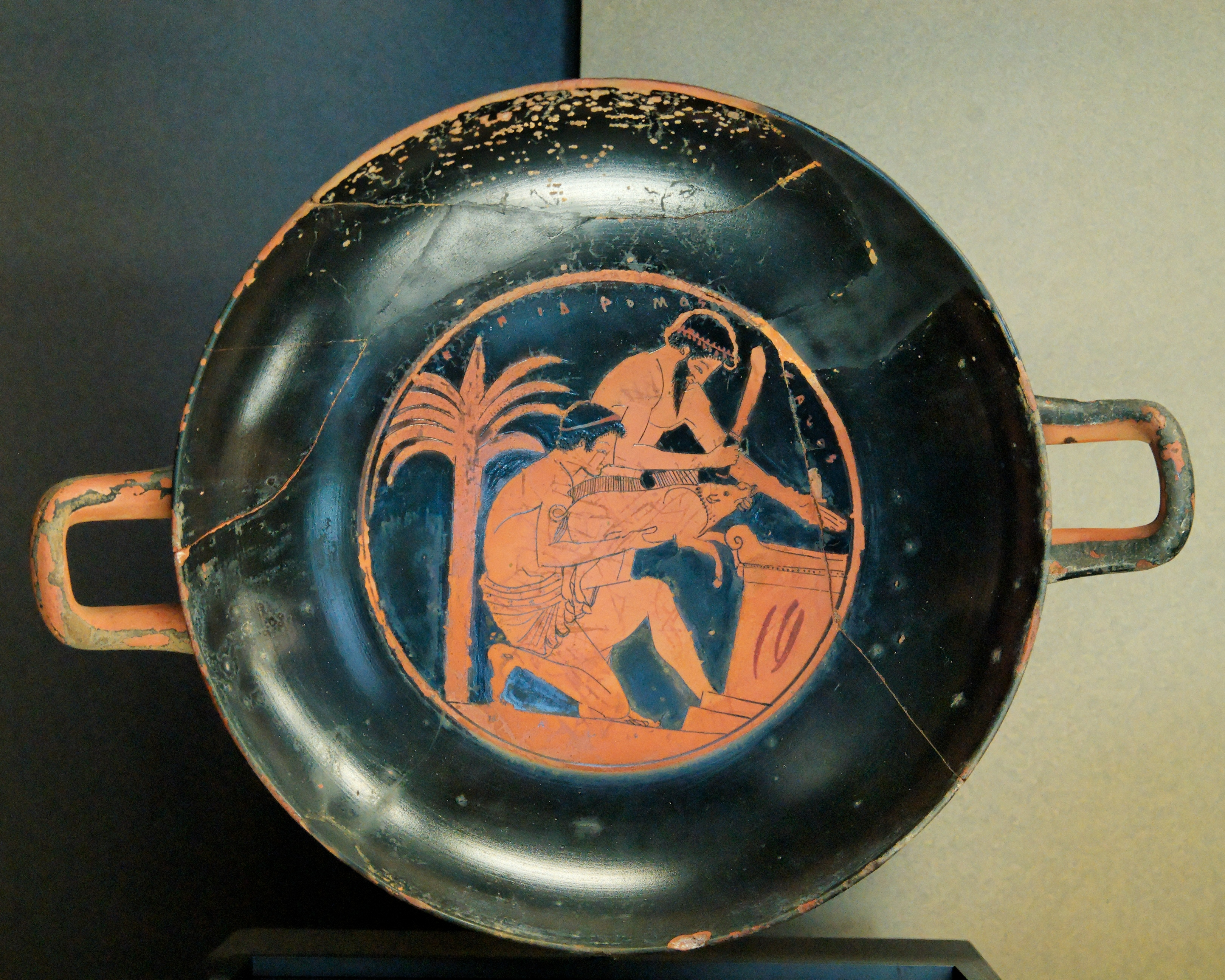
Die Schnauze des Opfertiers wird fest umklammert, um die Kehle bloßzulegen. Es wird über den Altar gehalten, damit das Blut auf den Altar fließen kann. Das Vergießen des Bluts auf dem Altar war ein wichtiger Teil des Rituals. Zum Teil wurde auch ein Becken (sphageîon) benutzt, um das Blut aufzufangen und danach auf dem Alter zu vergießen. Kalos-Inschrift, ca. 510–500 v. Chr., Louvre.

Als Opfertiere sind häufig Schweine, Ziegen und Schafe überliefert. Dazu kamen Rinder, Kühe und Ochsen. Gelegentlich wurden exotische Tiere wie Gazellen, Geier, Bären, Löwen und Krokodile geopfert. Im Heraion von Samos zum Beispiel wurde ein Kiefer von einem Krokodil gefunden, der auf ein Tier von 5 Metern Länge hindeutet.
Die Durchführung einer Thysia hatte ihren Preis. Die Opfertiere waren die größte Ausgabe und die Auswahl hing von den Mitteln des jeweiligen Auftraggebers ab. Ein Schweinchen kostete 3, ein Lamm 7 und ein Schaf zwischen 10 und 15 Drachmen. An anderer Stelle wurde aber auch für ein Schwein 40 und für ein Rind 70 Drachmen bezahlt. Eine Kuh konnte bis zu 50 Drachmen kosten. Eine Studie von 1988 hat festgestellt, dass auf lokaler Ebene die geopferten Opfer mehr oder weniger dem saisonalen Tierangebot entsprachen und die lokalen geographischen Bedingungen von Bedeutung waren.
Eine Thysia wurde regelmäßig von der Verbrennung von Getreide und Kuchen begleitet, den Hiera. Es sind Opfer bekannt, die 30 Drachmen kosteten, und ein großer Teil davon wurde für Kuchen ausgegeben.

## Empfänger
Die Thysia ist bezeugt für Heroen und Götter. In den attischen Opferkalendern wird es als häufigstes Opfer für Heroen aufgeführt. Bei Opfern, die beim gleichen Anlass für beide Gruppen durchgeführt wurden, sind oftmals keine unterschiedlichen Behandlungen überliefert. Aus den attischen Opferkalendern hingegen ist trotz aller Unterschiede ersichtlich, dass Heroen von der Anzahl und den finanziellen Aufwendungen her weniger Opfer erhielten als die Götter. Allerdings erreichten sie ca. 40 % von der Gesamtsumme der Ausgaben. Für Heroen und Götter wurden im Durchschnitt pro Opfer gleich viel, je 14 Drachmen, ausgegeben. Berühmte Heroen erhielten teurere Opfer als unbekannte. Die unterste Stufe von Heroen, die manchmal nicht einmal mit Namen genannt waren, erhielten ein Schweinchen oder das billigste aller Opfer, ein Trapeza.

## Absicht
Eine Thysia als bedeutendste rituelle Handlung in der griechischen Religion war ein Mittel, um mit den Göttern zu kommunizieren. Durch sie wollte man den Göttern den Dank aussprechen oder um Gefälligkeiten bitten.
Neben der religiösen Bedeutung hatte eine Thysia eine profane Bedeutung. Das gemeinsame Opfermahl war ein Charakterzug der Thysia und angesichts der Knappheit von Fleisch in der Antike von großer Bedeutung. Im Fall der Kriegsgefallenen, die auf Thasos verehrt wurden, kommt das deutlich zum Vorschein. Das gesamte Ritual zielte darauf ab, die Familien der Gefallenen für ihren Verlust zu entschädigen, und ein wesentlicher Teil der Entschädigung war ein Bankett für diejenigen, die an der Zeremonie teilnahmen. Ein weiterer Aspekt des gemeinsamen Opfermahls war die Stärkung der sozialen Bindungen zwischen den Bürgern und „ein Mittel, um anzuzeigen, wer dazu gehörte und wer nicht.“

## Quellenlage

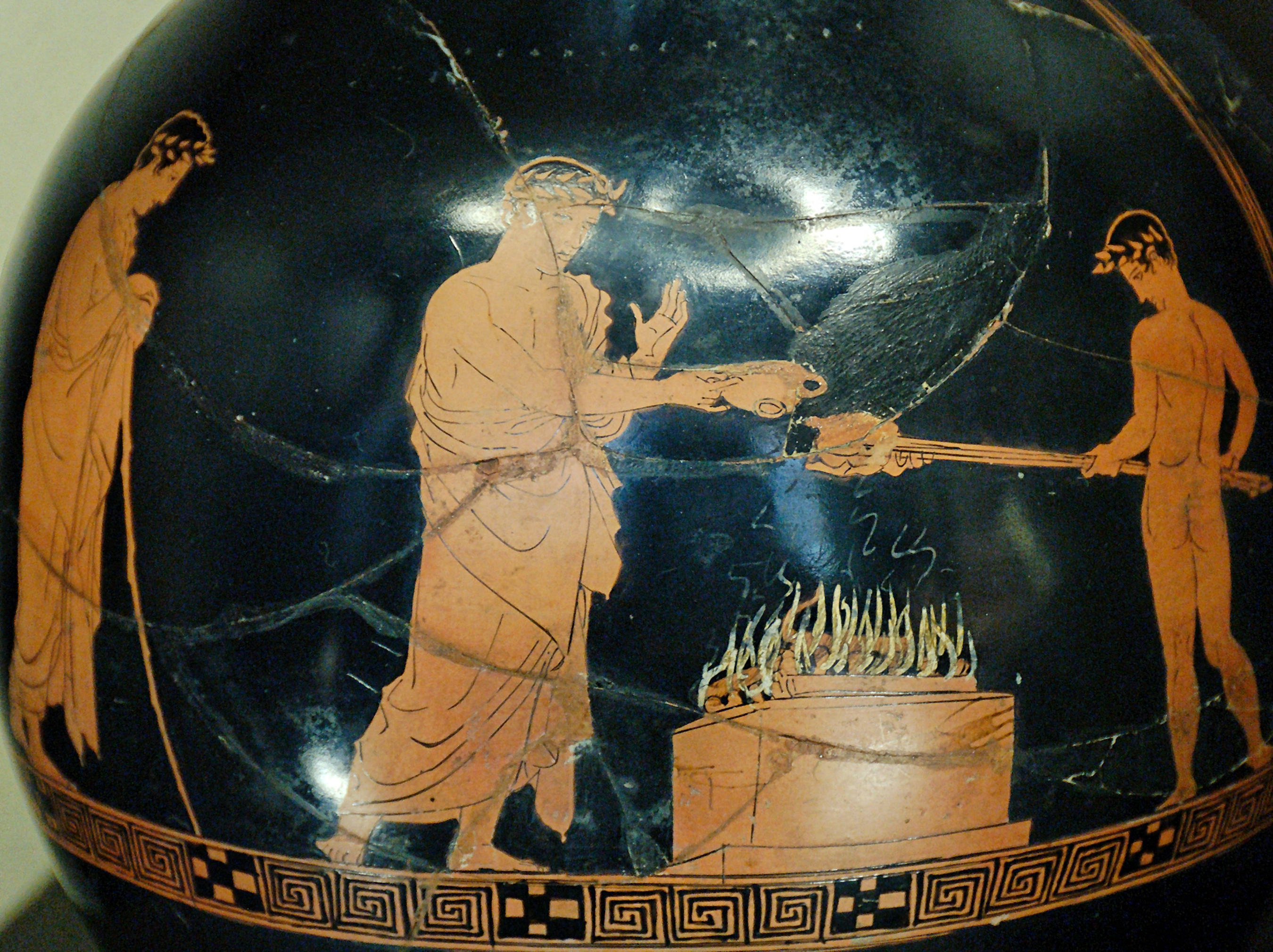
Die essbaren Eingeweide (splanchna) wurden auf Spieße gewunden und im Altarfeuer gebraten. Ein privilegierter Teil der Teilnehmer durfte sich um den Altar versammeln und davon essen. Danach wurde das Feuer auf dem Altar durch ein Trankopfer gelöscht und das Opfer für die Götter war beendet. Ca. 430–425 v. Chr.